# Федченко, Сергей Владимирович
Федченко Сергей Владимирович — (укр. Федченко Сергій, род. 10 апреля 1981 года, Харьков, Украина) — украинский боксёр-профессионал, выступающий в суперлегком весе (до 63 кг) , мастер спорта Украины, интерконтинентальный чемпион мира по версии (2008 год), чемпион Европы по версии WBO (2012 год). Сергей Федченко стал известен всему миру как претендент на титул чемпиона мира по версии WBO в суперлегком весе в 2012 году в Мексике, встретившись в ринге с экс-чемпионом мира в нескольких весовых категориях одним из лучших боксеров планеты независимо от весовой категории, 38-летнем мексиканцем Хуаном Мануэлем Маркесом Хуан-Мануэль Маркес (Juan Manuel Márquez).

## Биография
Сергей начал заниматься боксом с 14 лет -секция бокса в спортивном клубе «ГОНГ», первым тренером был Короплясов А. Т.
В 16 лет перешел в ДЮСШ№ 9, где тренировался под руководством заслуженного тренера Украины Демченко В. Н.
В 1998 году перешел из ЗОСШ № 38 в Харьковское высшее училище физической культуры № 1 — на отделение Бокс, которое окончил в 2000 году.
С 2000 по 2005 годы был студентом Харьковский национальный университет им. В. Н. Каразина, где получил высшее образование магистра истории.

## Любительская карьера
В любительском ринге провел более 100 поединков, успешно выполнив:
- норматив Мастера спорта Украины,
- Мастера спорта России,
- стал чемпионом Универсиады,
- призёром чемпионатов и кубков Украины,
- победителем многих международных турниров Польши, Прибалтики, Приднестровья, России, и др.

## Профессиональная карьера
В 2002 году Сергей Федченко начал свой путь к вершине профессионального бокса. В ринге он выделялся скоростью, отменным чувством дистанции, умением находить слабые стороны соперника и наносить оптимальные удары. Свои высокие бойцовские качества Сергей всегда подкреплял высокой работоспособностью. Он стал одним из самых перспективных боксеров К2 Promotion K2 Promotion. http://k2ukraine.com/?s=федченко
17 мая 2008 года в родном Харькове Сергей завоевал свой первый титул — интерконтинентального чемпиона мира по версии IBF в ярком поединке с представителем Уганды — Питером Симо. Президент Национальной лиги профессионального бокса Михаил Михайлович ЗавьяловМихаил Михайлович Завьялов назвал работу Сергея в ринге «профессорской» и с этого момента за Сергеем закрепилась почетная приставка «Professor» .
13 ноября 2010 г. С. Федченко завоевал вакантный титул чемпиона Европы по версии WBOWBO в первом полусреднем весе в поединке против бывшего чемпиона мира американца ДеМаркуса Корли DeMarcus Corley и вскоре вошел в двадцатку лучших профессиональных боксеров мира в супер-легком весе.
14 апреля 2012 года Хуан Мануэль Маркес (54-6-1, 39 КО) при поддержке более чем 22 000 болельщиков в Мехико одержал победу единогласным решением судей над Сергеем Федченко (30-2, 13 КО) и завоевал пояс «временного» чемпиона мира WBO в первом полусреднем весе. Вопреки многочисленным прогнозам, Сергей Федченко провел в ринг все отведенные 12 раундов и проиграл лишь решением судей. Украинец очень достойно смотрелся в этом бою и доставил Маркесу немало проблем. Этот поединок назвали «Победа в поражении». Сергей первый украинец, который встретился в ринге с экс-чемпионом мира в нескольких весовых категориях, одним из лучших боксеров планеты.
После поединка с легендой позиция Федченко в рейтинге WBO на 2 позиции.
В ноябре 2011 года в бою против француза Вилли Блейна Сергей успешно защитил звание чемпиона Европы по версии WBO и стал претендентом на титул Чемпиона мира по версии WBO (на тот момент им владел американец Тимоти Брэдли). В декабре 2011 года — Сергей на 2 месте в рейтинге Всемирной Боксёрской Организации (WBO) WBO.
После этого был ещё один рейтинговый бой и победа в Мюнхене, когда в феврале 2012 года «Professor» боксировал в андеркарте боя Виталия Кличко Виталий Кличко против Дерека Чисоры Виталий Кличко vs. Дерек Чисора
В мае 2015 года украинец Сергей Федченко с победой дебютировал на заокеанском ринге с настойчивым французом Ренальдом Гарридо, уже под єгидой американской промоутерской компании.
Не увидев перспектив развития, на время оставил карьеру спортсмена и начал развиваться в другом направлении.
С 2014 году развивает спортивный клуб бокса Theodoros boxing Club by Sergey Fedchenko.

## Таблица боёв
| W | MD |

| L | SD |

| W | UD |

| W | UD |

| W | TKO |

| L | UD |

| W | UD |

| W | UD |

| W | SD |

| W | UD |

| L | MD |

| W | TKO |

| Juan Alberto Godoy |

| W | TKO |

| W | UD |

| W | RTD |

| W | TKO |